# انسان نوین (روم)
انسان نوین اصطلاحی در روم باستان بود و برای مردی که برای نخستین بار در تاریخِ خانوادگیش به خدمت در مجلس سنا و بعنوان سناتور انتخاب می‌شد بکار می‌رفت.
در جمهوریِ نخستینِ روم، عضویتِ هر دو مجلس سنا و تصدی منصب کنسولی تنها ویژهٔ پاتریسین‌ها بود اما پسینترها ــ پله بین‌ها ــ نیز می‌توانستند به عضویت سنا در آیند.

## خوانش بیشتر
- Wiseman, T.P. New Men in the Roman Senate, 139 B.C. -14 A.D ((Oxford Classical and Philosophical Monographs) New York: Oxford University Press) 1971. Wiseman treats the phenomenon in the broader sense, of senators from families of non-senatorial rank, and the political realities.